# سیارک ۱۵۴۹
سیارک ۱۵۴۹ (به انگلیسی: 1549 Mikko، نامگذاری:1937GA) هزار و پانصد و چهل و نهمین سیارک کشف شده‌است که در ۲ آوریل ۱۹۳۷ کشف شد.
قدر مطلق سیارک برابر ۱۱٫۷۰ است.